# كلارنس شميت
كلارنس شميت (بالإنجليزية: Clarence Schmidt)‏ هو لاعب هوكي الجليد أمريكي، ولد في 25 سبتمبر 1925 في وليامز في الولايات المتحدة، وتوفي في 2 نوفمبر 1997.

## وصلات خارجية
- كلارنس شميت على موقع دوري الهوكي الوطني (الإنجليزية)
- كلارنس شميت على موقع قاعة مشاهير الهوكي (لاعب أن.إتش.أل) (الإنجليزية)
- كلارنس شميت على موقع EliteProspects.com (الإنجليزية)
- كلارنس شميت على موقع HockeyDB.com (الإنجليزية)
- كلارنس شميت على موقع Hockey-Reference.com (الإنجليزية)